# Miss Białorusi

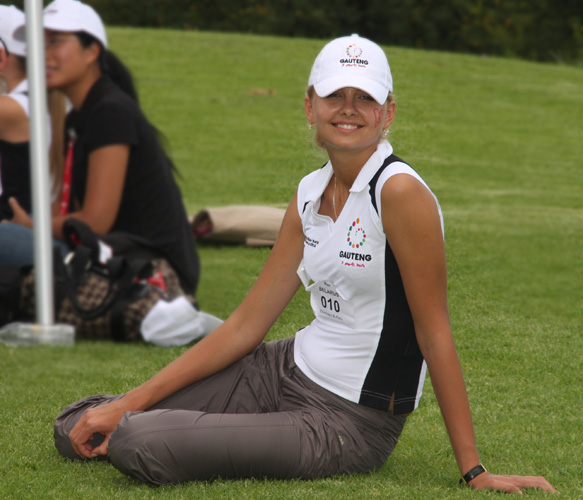
Miss Białorusi 2008, Wolha Chiżynkowa, podczas Miss World 2008

Miss Białorusi (biał. Міс Беларусь, ros. Мисс Беларусь) – białoruski konkurs piękności, organizowany co dwa lata od 1998 roku. 
Finalistki biorą udział w konkursie Miss Europe, a zwyciężczyni – w zawodach Miss World.

## Zwyciężczynie
| Rok  | Zwyciężczyni         | Miasto          |
| ---- | -------------------- | --------------- |
| 1998 | Swiatłana Kruk       | Grodno          |
| 2000 | Hanna Styczynska     | Mohylew         |
| 2002 | Wolha Nieudach       | Brześć/Klejniki |
| 2004 | Wolha Antropawa      | Witebsk         |
| 2006 | Kaciaryna Litwinawa  | Mohylew         |
| 2008 | Wolha Chiżynkowa     | Witebsk         |
| 2010 | Ludmiła Jakimowicz   | Grodno          |
| 2012 | Julija Skałkowicz    | Brześć/Klejniki |
| 2014 | Wiktoryja Mihanowicz | Smorgonie       |
| 2016 | Palina Baradaczowa   | Mińsk           |
| 2018 | Maryja Wasilewicz    | Mińsk           |